# Multi Theft Auto
Multi Theft Auto ou MTA é uma modificação de código aberto, que se permite jogar os jogos Grand Theft Auto: San Andreas, Grand Theft Auto III ou Grand Theft Auto: Vice City com multijogadores online.
Na Era Grand Theft Auto III, não havia nenhuma possibilidade de se jogar com multi-jogadores. Por conta disso, um grupo de fãs criou uma espécie de modificação, possibilitando que as pessoas joguem online.

## Visão Geral
Embora frequentemente chamado de uma modificação, Multi Theft Auto está baseado na injeção de códigos e técnicas enganchadas por meio do jogo que é manipulado sem alterar qualquer arquivo original provido desse jogo. O software funciona como uma máquina que se instala como uma extensão do jogo original, enquanto soma funcionalidades de caroço: como transmitir em rede e GUI que o faz enquanto expõe a funcionalidade da máquina do jogo original por um idioma de scripting.
Multi Theft Auto previamente foi enfileirado como um dos CSports no topo da rede de jogos onlines, com estatísticas que mostram cumes de inesperadamente mil jogadores que jogam versões diferentes da modificação simultaneamente online. Recentemente, o MTA alcançou o recorde de 30 mil jogadores simultâneos.
O projeto também foi assunto em múltiplos artigos de mídias diferentes. O ser mais proeminente foi uma cobertura na G4TV e uma liberação exclusiva para o Fileplanet com uma cobertura em seu artigo da primeira página.
O Multi Theft Auto: San Andreas (MTA:SA) era revisado e se relançou como um projeto de fonte aberto, enquanto foi deixando para trás todas as versões anteriores. O código de fonte era autorizado sobre a licença da GPLv3 e disponível em Código no Google. 

## MTA San Andreas
A última liberação do Multi Theft Auto foi para Grand Theft Auto: San Andreas e foi construído em um máquina de jogo de fonte aberta atual que esteve em desenvolvimento por vários anos e foi o único projeto que ainda era mantido ativamente. A máquina proporciona aos usuários, todas as ferramentas necessárias que eles precisam para criar os próprios modos de jogo e mapas expondo uma parte grande da funcionalidade do jogo original por scripts na linguagem Lua.
O jogo concorre com o SA:MP, mas possui uma enorme vantagem por ter sua característica dos lados (Cliente e Servidor) e por possuir um suporte à vários tipos de personalização (Animações, Skins, Veículos, Itens, Objetos, Armas, etc).
Na nova era da computação, o MTA:SA ainda faz sucesso. No dia 03 de fevereiro de 2018, a marca de 34.653 usuários simultâneos foi registrada. Neste mês, a marca foi de 30.625 usuários simultâneos.